# 薩米利夫卡 (弗倫濟夫卡區)
47°17′15″N 29°37′3″E / 47.28750°N 29.61750°E
薩米利夫卡（烏克蘭語：Самійлівка）是位於烏克蘭西南部的村莊，由敖德萨州羅茲季利納區的扎哈里夫卡市鎮負責管轄。該村始建於1793年，面積0.56平方公里，海拔高度150米，2001年人口107，人口密度每平方公里191.07人。